# Gare de Villeneuve-d'Ingré
Pour les articles homonymes, voir Gare de Villeneuve.
La gare de Villeneuve-d'Ingré est une gare ferroviaire française de la ligne de Chartres à Orléans, située sur le territoire de la commune d'Ingré, dans le département du Loiret, en région Centre-Val de Loire.
C'est une gare de la Société nationale des chemins de fer français (SNCF), ouverte au service des marchandises et fermée au service des voyageurs.

## Situation ferroviaire
La gare de Villeneuve-d'Ingré est située au point kilométrique 68,487 de la ligne de Chartres à Orléans, entre les gares ouvertes de Bricy - Boulay (uniquement marchandises) et d'Orléans. Elle comporte une voie d'évitement. Son altitude est de 125 m.

## Service des voyageurs
Villeneuve-d'Ingré est fermée au service des voyageurs.

## Service des marchandises
Villeneuve-d'Ingré est une gare ouverte au service du fret (train massif et desserte d'installations terminales embranchées).